# Rojo veneciano

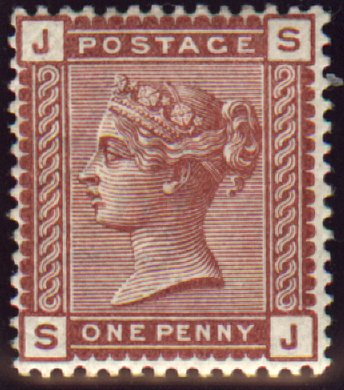
Estampilla británica de 1880–81 impresa en color rojo veneciano

La expresión rojo veneciano (también rojo Venecia y rojo de Venecia) hace alusión al color del antiguo pigmento pictórico del mismo nombre, producto de la molienda de minerales que contenían óxido de hierro. Se trataba de un marrón rojizo semioscuro.
También se denomina rojo de Venecia o rojo veneciano a una serie de coloraciones rojas a rojo anaranjadas utilizadas por ciertos pintores, como Giorgione, Tintoretto o Tiziano, para representar el colorete con que se maquillaban las mujeres de la época. Este es un rojo anaranjado vivo, muy distinto del «rojo veneciano» mencionado anteriormente.

## Pigmento rojo veneciano original
Usado desde tiempos antiguos, era originariamente una tierra natural que contenía de un 15 % a un 40 % de óxido de hierro. Tenía todas las buenas características de los demás pigmentos de óxido de hierro, siendo buena colorante, cubritiva y apta para cualquier técnica de pintura.

## Sustituto moderno
Desde el siglo XVIII, el rojo veneciano se elabora mediante calcinación de una mezcla de sulfato ferroso y carbonato de calcio. Esto resulta en un contenido de un 15–40 % de óxido férrico y un 60–80 % de sulfato de calcio; si la proporción de este último es considerable, puede ocasionar problemas en las obras pintadas al óleo.

### Usos
El rojo veneciano se usa como pigmento para pinturas al óleo y pinturas para paredes, y como colorante de papel.
La coloración de las pinturas que se venden bajo la denominación de «rojo Venecia» es básicamente roja pero de tono y saturación variables, pudiendo ser muy oscura a semioscura y de saturación débil a profunda.
Debajo se dan dos muestras de un «rojo Venecia» para pintura artística. La que se indica como «aclarado» representa al color aclarado con blanco.
|             | Rojo Venecia     | Rojo Venecia aclarado |
| HTML        | #6E433C          | #824D3D               |
| CMYK        | (55, 75, 70, 0)  | (45, 70, 70, 0)       |
| RGB         | (110, 67, 60)    | (139, 77, 61)         |
| HSV         | (8°, 45 %, 43 %) | (14°, 53 %, 51 %)     |
| Referencias | [ 5 ]            | [ 5 ]                 |